# Љерка Драженовић
Љерка Драженовић (Илок, 23. јун 1943 — Загреб, 25. новембар 2013) била је југословенска филмска и телевизијска глумица, водитељка и новинарка.

## Биографија
Љерка Драженовић је рођена у Илоку 23. јуна 1943. године. Глуму је дипломирала на Академији за позориште, филм, радио и телевизију у Београду. Играла је у пет филмова и неколико телевизијских серија и драма. Иако је стекла популарност, почела је да ради као спикерка Студија Б и води емисије за ТВ Београд. Публици је остала упамћена по првој улози у филму Делије и телевизијској серији Позориште у кући у којој је играла Олгу Петровић, док је није заменила Станислава Пешић.
Била је удата за сликара Марка Бензона. Њен син Томи Бензон је музичар.
Преминула је у Загребу 25. новембра 2013. у 70. години живота.

## Филмографија
| Год.     | Назив                     | Улога                      |
| -------- | ------------------------- | -------------------------- |
| 1960.-те |                           |                            |
| 1968.    | Делије                    | девојка                    |
| 1968.    | Поход                     |                            |
| 1968.    | Илустровани живот         |                            |
| 1969.    | Акваријум                 |                            |
| 1969.    | Рађање радног народа      | амбасадорка                |
| 1970.-те |                           |                            |
| 1970.    | Лилика                    | Тетка                      |
| 1970.    | Природна граница          |                            |
| 1971.    | Чудо                      |                            |
| 1971.    | Бубашинтер                | тржишна инспекторка        |
| 1971.    | Цео живот за годину дана  | Стојанка                   |
| 1972.    | Болани Дојчин (ТВ)        |                            |
| 1972.    | Пуковниковица             | Пуковниковица Ева фон Грос |
| 1972.    | Мајстори (ТВ серија)      |                            |
| 1972.    | Позориште у кући          | Олга Петровић              |
| 1973.    | Наше приредбе (ТВ серија) |                            |
| 1975.    | Мамика, хвата ме паника   |                            |
| 1975.    | Ђавоље мердевине          |                            |
| 1975.    | Живот је леп              | Матилда                    |
| 1976.    | Марија                    |                            |
| 1978.    | Тигар                     |                            |
| 1978.    | Дан када се рушио свет    |                            |
| 1980.-те |                           |                            |
| 1985.    | Давитељ против давитеља   | наратор                    |